# 人類理解論
《人类理解論》（英語：An Essay Concerning Human Understanding）是英國哲學家約翰·洛克最著名的一部作品，成書於1690年。洛克在《人类理解論》中討論了人類知識與理解的基礎，他認爲人在出生時的心智猶如一塊白板（Tabula rasa），隨後由從經驗所得的知識填滿。本書是現代哲學經驗主義的起源之一，對大衛·休謨與喬治·貝克萊等許多啓蒙運動時期的哲學家產生了深遠的影響。

## 外部連結
- 《人类理解论》全文在线阅读 (简繁体中文白话翻译)（页面存档备份，存于）
- John Locke at Project Gutenberg[], including the Essay.
- Locke chronology
- Internet Encyclopedia of Philosophy entry on John Locke （页面存档备份，存于）
- Locke links